# Dead Obies
Dead Obies est un groupe de hip-hop canadien, originaire de Longueuil, au Québec. Le groupe est connu au Québec pour ses participations fréquentes aux événements WordUP! Battles et Artbeat. Le groupe se distingue pour son utilisation particulière du français, de l'anglais et du créole dans ses textes, en particulier un dialecte appelé le franglais.

## Biographie

### Débuts (2011–2014)
Formé en 2011, le groupe est au départ formé de six membres. Ils sortent, en avril 2012, la mixtape Collation Vol.1.
Le groupe devient finaliste aux Francouvertes de Montréal en 2013. Par la suite, ils obtiennent un contrat avec le label indépendant Bonsound. À la fin de cette même année, ils y sortent leur premier album studio, intitulé Montréal $ud, en formats numérique et vinyle. Ce premier opus comprend un total de 17 morceaux, pour plus de 70 minutes. En 2014, le groupe sort Collation Vol.2 – Limon Verde: La Experiencia, et relance l'album Montréal $ud en format CD, accompagné d'un livre.

### Gesamtkunstwerk(depuis 2015)
Avant même la sortie du deuxième album du groupe, en janvier 2016, Le Huffington Post Québec le liste comme l'un des albums les plus attendus de la province. En mars 2016, le groupe publie donc Gesamtkunstwerk, son deuxième album enregistré devant public. Le titre de l'album provient de l'allemand et signifie « œuvre d'art totale ». L’essai La Société du spectacle, de l’écrivain français Guy Debord, aurait inspiré le collectif à ce sujet. En soutien à l'album, le groupe publie un film en noir et blanc de 21 minutes, intitulé Dead Obies in Gesamtkunstwerk: ein dokumentarfilm (en français « Dead Obies dans l’œuvre d’art totale, un documentaire »). Concernant ce documentaire, réalisé par Maxime Charron, Yes Mccan explique que son but « était de servir de fenêtre sur cet univers Gesamtkunstwerk. » L'album fera la longue liste du prix Polaris en 2016.
À la fin 2016, Vice Québec effectue un court documentaire des Dead Obies en studio, sur la route, et en coulisses lors d'un spectacle ayant rassemblé plus de 10 000 spectateurs.
En mars 2017, le groupe sort Air Max, un EP avec un son plus électro. Après que Snail Kid (avec son frère Jam et son père Robin Kerr formant le groupe Brown), Joe Rocca et Yes Mccan ai commencée leurs carrière solo, le groupe part en tournée en france à l’été 2017 et remplissent le Métropolis de Montréal le 14 septembre suivant pour clore la tournée Gesamtkunstwerk. Ils publient la semaine suivante un single : «monnaie», classé French Pop.
Le 16 mai 2018, Yes Mccan annonce son retrait du groupe pour se concentrer sur des projets personnels,. Au lendemain de l'annonce, le groupe publie le single « Break », premier morceau sans la participation de Yes McCan.

## Style musical
Le style musical des Dead Obies est souvent considéré de « post-rap » et de hip-hop québécois. Le groupe chante à la fois en français et en anglais, un mélange le plus souvent baptisé de franglais. « Chanter dans les deux langues, c’est Dead Obies », explique Joe Rocca. « On ne veut pas faire autrement. Mais bon, on n’a rien inventé. Plusieurs rappeurs montréalais sont passés par là (cf. Muzion). On ne sort pas de nulle part avec ça. C’est une réalité locale que l’on a seulement développée. »

## Projets connexes

### Brown (Snail Kid, Jam et Robin Kerr)
Le 22 janvier 2016, les membres de la famille Beaudin-Kerr lance un premier album éponyme sous la bannière Brown. Selon la description du groupe : « Brown nous offre le fruit d'un arbre généalogique au noyau métissé célébrant la mixité à travers une douzaine de morceaux ralliant le roots-reggae au dancehall; le rap de l'âge d'or à celui de la new school. ». L'album est suivi d'un single Spring Again en mars 2016. Il s'ensuit une tournée nommée L'Osstidtour avec Alaclair Ensemble et Koriass. En juin 2017, le groupe publie le Extended Play POPLUV.

### Joe Rocca
Après la sortie de Gesamtkunstwerk, Joe Rocca enchaîne d'un single solo Commando. Il faudra attendre un an avant le lancement de l'album French Kiss.

### Yes*
En mai 2017, Yes Mccan publie le EP PS. Merci pour le love, album plus électro dans la lignée de Air Max. Il compose Désirée dans le cadre de la série Fugueuse, où il joue son premier rôle à la télévision. Après avoir annoncé son retrait du groupe en mai 2018, il publie un second single Forêts et annonce la sortie d'un premier album le 31 août 2018, OUI (tout, tout, tout, toutttte )
En 2023, il change son pseudonyme en Yes* et sort un album appelé Club des cœurs solitaires .

## Membres
- Joe Rocca - rap
- 20Some - rap
- Snail Kid - rap
- VNCE CARTER - production
- Ogee Rodman (anciennement O.G. Bear) - rap

## Anciens membres
- Yes Mccan (Jean-François Ruel), jusqu'au 17 mai 2018 - rap

## Discographie
2019 : DEAD. (Bonsound)
Single d’octobre 2017 : Monnaie, French Pop, 4:33.
Single sortie le 17 mai 2018 : Break, 3:13